# Bandera dels Països Baixos
La bandera dels Països Baixos consta de tres línies horitzontals vermella, blanca i blava (de dalt a baix) i va esdevenir oficial el 19 febrer 1937. Els colors ja havien estat utilitzats abans del 1572 sota el nom de Statenvlag ('bandera dels estats'). A partir del 1572, Guillem I d'Orange-Nassau va adoptar els colors taronja, blanc i blau per la bandera, basada en l'escut d'Orange, el seu territori ancestral. Aquesta bandera és coneguda com a Prinsenvlag ('bandera dels prínceps'). Durant la República Batava, la Prinsenvlag va ser prohibida i substituïda per la Statenvlag, canviant el taronja pel vermell.
Després del Primer Imperi Francès, la bandera es va quedar amb els colors vermell, blanc i blau, però amb un gallardet taronja.